# راس الوادى (حبيش)

تعديل مصدري - تعديل

راس الوادى محلة تابعة لقرية الزواني، التابعة لعزلة قحزة بمديرية حبيش إحدى مديريات محافظة إب في الجمهورية اليمنية، بلغ تعداد سكانها 76 حسب تعداد اليمن لعام 2004.